# 公有领域标识

知识共享公有领域标识

知识共享公有领域标识（按钮）

公有领域标识（英語：Public Domain Mark，缩写PDM）也称公眾領域標章，是用于表示作品不受已知版权限制并因此属于公有领域的一个符号。它类似通常作为版权声明的一部分，用于标识作品受版权保护的版权符号。公有领域标识由知识共享（Creative Commons）开发 ，仅用作标识作品的公有领域状态，而不同于知识共享许可协议的CC0等协议那样将受版权保护的作品“发布”到公有领域。
由于没有对公有领域的单一定义，且版权法因司法管辖区而有差异，因此某些作品可能在某些国家属于公共领域，而在其他国家仍处于版权之下。许多作品的法律地位评估也很困难。因此建议仅将该标识用于可能在全球均不受任何版权限制的作品。